# Marco Simoncelli
Marco Simoncelli (20. ledna 1987 – 23. října 2011) byl italský motocyklový závodník, který závodil s číslem 58.
Od roku 1996 závodil v italském minimoto šampionátu. V letech 1999 a 2000 zde získal dva mistrovské tituly. V roce 2001 ještě zůstal v italském šampionátu, následující rok se přesunul na mistrovství Evropy v minimotu, kde zvítězil.
Do seriálu mistrovství světa silničních motocyklů vstoupil roku 2002 jako jezdec třídy do 125 cm³, o rok později pravidelně startoval s týmem Matteoni Racing. V roce 2004 se dostal do týmu Rauch Bravo, v jehož barvách se v Jerezu dočkal premiérového triumfu v MS. Následující rok už reprezentoval stáj Nocable.it Race, celkově skončil na 5. místě, čímž si zajistil postup do třídy 250 cm³. Zde v první sezóně skončil na desáté příčce a se stájí Metis Gilera závodil až do roku 2008, kdy zaznamenal první vítězství v grand Prix, nejvýznamnějšího triumfu se pak dočkal na domácím okruhu v Mugellu. Závod před koncem seriálu se mohl radovat z titulu mistra světa za rok 2008. Ve třídě do 250 cm³ vyhrál pět Velkých cen, ve třídě do 125 cm³ dvě. V červnu roku 2009 Simoncelli oznámil, že bude od příští sezóny jezdit MotoGP. V roce 2009 ve třídě do 250 cm³ obsadil třetí místo. Od roku 2010 jezdil třídu MotoGP. Smlouvu podepsal se stájí Gresini Honda. První část sezony byla poznamenána zvykáním na nový motocykl, v druhé polovině se již pravidelně umisťoval v první desítce. Celkově pak skončil osmý. V sezoně 2011 přišla první pódiová umístění. Nejprve v srpnu třetí příčka ve Velké ceně České republiky a následovalo druhé místo v Grand Prix Austrálie. Zemřel po nehodě při závodech na malajsijské Grand Prix v Sepangu dne 23. října 2011, kdy v pravotočivé zatáčce spadl přímo pod kola motocyklů Valentina Rossiho a Colina Edwardse. Utrpěl mnohočetná závažná zranění a po 45 minutách po převozu do nemocnice zemřel.

## Kariéra v číslech
- 2002 – mistrovství světa 125 cm³ – 33. místo (3 body ze šesti závodů) Aprilia
- 2003 – mistrovství světa 125 cm³ – 21. místo (31 bodů) Aprilia
- 2004 – mistrovství světa 125 cm³ – 11. místo (79 bodů) Aprilia
- 2005 – mistrovství světa 125 cm³ – 5. místo (177 bodů) Aprilia
- 2006 – mistrovství světa 250 cm³ – 10. místo (92 bodů) Gilera
- 2007 – mistrovství světa 250 cm³ – 10. místo (97 bodů) Gilera
- 2008 – mistrovství světa 250 cm³ – 1. místo (281 bodů) Gilera
- 2009 – mistrovství světa 250 cm³ – 3. místo (231 bodů) Gilera
- 2010 – mistrovství světa MotoGP – 8. místo (125 bodů) Honda
- 2011 – mistrovství světa MotoGP – 6. místo (139 bodů) Honda